# 橋本潮
橋本潮（日语：／ Hashimoto Ushio，1965年9月22日—），日本女歌手、配音員。出身於東京都杉並區。明星學園高等學校→和光大學人文學院藝術學系畢業。

## 人物、簡歷
1984年3月，剛從高中畢業的橋本潮參加由日本古倫美亞主辦的「超人洛克 主題歌徵選」並獲得優勝。同年9月發行的形象專輯《超人洛克vol.III ～光之劍》中收錄了《我想回家》並正式出道。她與山野智子等歌手一起，成為繼堀江美都子之後的新一代動畫歌曲歌手。
2008年6月4日，迷你專輯發行，收錄了新編曲的自我翻唱歌曲「把浪漫送給你（21世紀版）」以及與高橋洋樹合唱的「不可思議的冒險（21世紀版）」。
她母親的表姊弟分別是富士子·海明和大月吳爾夫。

## 代表歌曲

### 動畫
- （《銀翼超人》插入歌）
- （《嘿！奔奔》片頭主題曲）
- （《嘿！奔奔》片尾主題曲）
- （《夢次元獵人芳朵拉（日语：夢次元ハンターファンドラ）》片尾主題曲）
- （《夢次元獵人芳朵拉》片尾主題曲）
- （《夢次元獵人芳朵拉》片尾主題曲）
- 把浪漫送給你（《七龍珠》片尾主題曲）
- （《Oh！Family（日语：Oh!ファミリー）》片頭主題曲）
- （《Oh！Family》片尾主題曲）
- 戀愛未確認（《超能力魔美》初代片頭主題曲）
- 不思議Angel（《超能力魔美》初代片尾主題曲）
- S·O·S（《超能力魔美》第2代片頭主題曲）
- （《超能力魔美》第2代片尾主題曲）
- （《格林名作劇場》片頭主題曲）
- （《格林名作劇場》片尾主題曲）
- （《萬能怪獸》片尾主題曲）
- （《你好，我叫敦子（日语：ハーイあっこです）》初代片尾主題曲）
- （《森林小泰山》片尾主題曲）
- （《西瓜皮先生》片頭主題曲，與水木一郎以「潮與一郎」名義共同）
- （《美少女戰士》第2代片尾主題曲）
- （《再造人卡辛》OVA版第4代片尾主題曲）
- （插入歌，與水木一郎共同）
- （《甜心戰士F》插入歌）

### 翻唱歌曲
- （《愛的小婦人物語》片頭主題曲）
- （《愛的小婦人物語》片尾主題曲）
- （《愛的小婦人物語》片頭主題曲，與大杉久美子、山野智子、堀江美都子共同）
- （《小公子西迪》片頭主題曲）
- （《小公子西迪》片尾主題曲）
- （《無家可歸的孩子蕾米》片頭主題曲）
- （《相聚一刻》片頭主題曲）

### 特攝影集
- （《勇往直前偵探團 霸惡怒組》片尾主題曲）
- （插入歌）
- （《特搜Exceedraft》插入歌）

## 演出

### 電視
- 一休和尚（1986年11月17日，富士電視台）—飾 侍女
- 滿滿的朋友（日语：ともだちいっぱい）（1990年4月—1995年3月，NHK教育）
  - 邊唱邊玩—唱歌大姐姐
  - 自然發揮（日语：しぜんとあそぼ）—飾 進行、旁白
- 櫻桃子劇場 可吉可吉（1997年10月—1999年9月，TBS）—飾 問答鉛筆、狸貓子 等
- 開花天使（1998年10月—1999年9月，富士電視台）—飾 梅宮達也
- 一個人也可以Mon！心跳廚房（日语：ひとりでできるもん!）（2002年—2003年，NHK教育）—飾 艾莉莎

### 廣播節目
- 橋本潮的浪漫精選輯（1995年—1997年，主持人）

### 其它
- 原創歌曲、動畫歌曲的現場表演。
- 她與聲樂組合「Betty！」一起發行過多張獨立CD。

## 外部連結
- 橋本潮 Official site 潮風通信 （日語）—橋本潮的官方個人網站。
- 橋本潮的X（前Twitter） （日語）
- 橋本潮的Instagram帳戶 （日語）
- 橋本潮的Threads （日語）